# 前田達也 (ラグビー選手)
前田 達也（まえだ たつや、1968年9月23日 - ）は、日本の元ラグビー選手。　

## プロフィール
- 大阪府出身。
- ポジションはスタンドオフ、センタースリークォーターバック。
- 日本代表キャップは4。

## 経歴
島本高校、京都産業大学卒業。大学卒業後はNTT関西ラグビー部に所属した。
また日本代表に選出され、第2回W杯の日本代表に選ばれた。